# Ninia maculata
Espèce
Synonymes
- Streptophorus maculatus Peters, 1861
- Streptophorus atrata Boulenger, 1893
- Streptophorus subtessellatus Werner, 1909

Statut de conservation UICN

 LC  : Préoccupation mineure
Ninia maculata  est une espèce de serpents de la famille des Dipsadidae.

## Répartition
Cette espèce se rencontre :
- au Guatemala ;
- au Honduras ;
- au Nicaragua ;
- au Costa Rica ;
- au Panama.

Sa présence est incertaine au Salvador.

## Publication originale
- Peters, 1861 : Über neue Schlangen des Königl. zoologischen Museums: Typhlops striolatus, Geophidium dubium, Streptophorus (Ninia) maculatus, Elaps hippocrepis. Monatsberichte der Königlichen preussischen Akademie der Wissenschaften zu Berlin, vol. 1861, p. 922-925 (texte intégral).